# 西水橋町
西水橋町（にしみずはしまち）は、かつて富山県中新川郡にあった町。

## 地理
北側は富山湾に面する。

## 沿革
- 1889年（明治22年）4月1日 - 町村制の施行により、上新川郡水橋町の区域の一部、辻ケ堂村、新保村、畠等村、宮条村の区域の一部、平榎村の区域の一部及び町袋村の区域の一部の区域をもって、上新川郡西水橋町が発足する。
  - 村役場は当初は民家へ再三移転していたが、後に小学校の隣接地に新築した[2]。
- 1896年（明治29年）3月29日 - 郡制の施行のため、上新川郡の区域から分立して、中新川郡が発足により、中新川郡に所属となる。
- 1940年（昭和15年）11月15日 - 中新川郡東水橋町、西水橋町及び下条村が合併して、中新川郡水橋町が発足する。

## 歴代町長
出典→
1. 条田七次（1889年5月 - 1891年4月2日）
2. 藤木治郎平（1891年4月17日 - 1895年4月16日）
3. 押田喜訓（1895年6月20日 - 1916年10月25日）
4. 石金長四郎（1916年11月1日 - 1927年3月28日）
5. 飯田虎次郎（1927年4月25日 - 1929年1月30日）
6. 藤井精一（1929年2月6日 - 1933年2月5日）
7. 藤木治郎平（1933年2月13日 - 合併）